# ツインズナース
『ツインズナース』は、後野まつりの4コマ漫画作品。『まんがタイムきらら』（芳文社）Vol.1-6に掲載後、同社『まんがタイムオリジナル』に連載の場を移し、2006年10月号まで掲載されていた。作者自身も双子の姉妹（作者は姉）である。

## ストーリー
双子の新米看護師、西園寺カナコと西園寺アヤコが繰り広げる病院4コマドタバタコメディー

## 登場人物
西園寺カナコ仕事はドジであるが性格は明るい
西園寺アヤコ仕事はできるが性格はクール
南雲

## 単行本
まんがタイムコミックスのレーベルで刊行されている。
- 第1巻 - ISBN 978-4-8322-6307-9　2003年10月第1刷発行